# ژوناتان آپارسیدو دا سیلوا
ژوناتان آپارسیدو دا سیلوا (پرتغالی: Johnathan Aparecido da Silva؛ زادهٔ ۲۹ مارس ۱۹۹۰) که عموماً با نام ژوناتان شناخته می‌شود، بازیکن فوتبال اهل برزیل است.
از باشگاه‌هایی که در آن بازی کرده‌است می‌توان به دئگو، سوون سامسونگ و تیانجین تدا اشاره کرد.